# 대진항 (고성군)
대진항(大津港)은 강원특별자치도 고성군 현내면 대진리에 있는 어항이다. 1971년 12월 21일 국가어항으로 지정되었다. 동해안 최북단에 위치하고 있는 국가어항이다. 관리청은 해양수산부 동해어업관리단, 시설관리자는 고성군수이다.

## 어항 연혁
- '대범미진'이라 불린 후 안씨와 김씨가 개척하였다 하여 '안금리'라 불렸다.
- 고려시대에는 '여산현', 그 후에는 열산현에 속해 '황금리'라고 불려오다가 1910년 한일 합방 이후에 '한나루'로 개칭되었으며, 그 후 동해안을 떠러 신작로가 개설되고 1920년에는 고성군 현내면 소재지로 승격, 한나루에 축항을 쌓아 어항으로 축조되었다.
- 항 입구가 협소하여 소형선만이 출입할 수 있는 항구로 1987년 기본시설에 대한 계획을 수립하고, 1999년 항내매몰방지대책을 수립하였으며 2006년 방파제 보강공사를 시행하였다.[1]
- 2010년 8월 3일 대진항에 활어회 센터가 개장되었다.[2]

## 어항구역
본 항의 어항구역은 다음과 같다.
- 수역: 남방파제 기부에서 정동으로 그은 선과 북방파제 기부측의 산정 삼각점 동측 돌출부 선단에서 정남으로 그어 연결하는 선을 따라 형성된 공유수면[3]
- 육역: 강원특별자치도 고성군 현내면 대진리 111-15 외 18필지(상세내역은 생략)[4]

## 어항 시설
- 북방파제, 남방파제가 축조되어 있으며, 내측에 물양장, 선착장 및 호안도로가 있다.

## 주요 어종
- 대진항은 명태가 잡히는 어항으로 유명하다.
- 주요 어종은 가자미, 문어 등이며, 가리비, 성게 등을 양식한다.

## 개발 계획
2006년 3월 28일 변경고시된 개발계획은 다음과 같다.
- 북방파제 370m, 남방파제 214m, 해수소통구 1식, 물양장 791m, 호안도로 397m, 호안 65m, 준설 74.7천m3, 친수시설 1식

## 주변 관광
- 우리나라 최북단에 위치하는 국가어항인 대진항은 통일전망대 가는 길목의 수채화같은 어항이다. 조용한 해변과 고운 모래와 깨끗한 수질을 자랑하며 가자미와 문어가 많이 잡힌다. 항 주변에는 남북한의 긴장감이 녹아 있는 통일전망대가 위치하고 있으며 멀리 보이는 금강산까지 조망되는 곳이다.[6]

## 미디어
- KBS 《다큐멘터리 3일》 (2019.01.06)